# Clusius-Schneeglöckchen
Das Clusius-Schneeglöckchen (Galanthus plicatus), auch Faltblatt-Schneeglöckchen genannt, ist eine Pflanzenart aus der Gattung der Schneeglöckchen (Galanthus) in der Familie der Amaryllisgewächse (Amaryllidaceae). Neben der Nominatform Galanthus plicatus subsp. plicatus gibt es noch die Unterart Galanthus plicatus subsp. byzantinus (Baker) D.A.Webb

## Merkmale

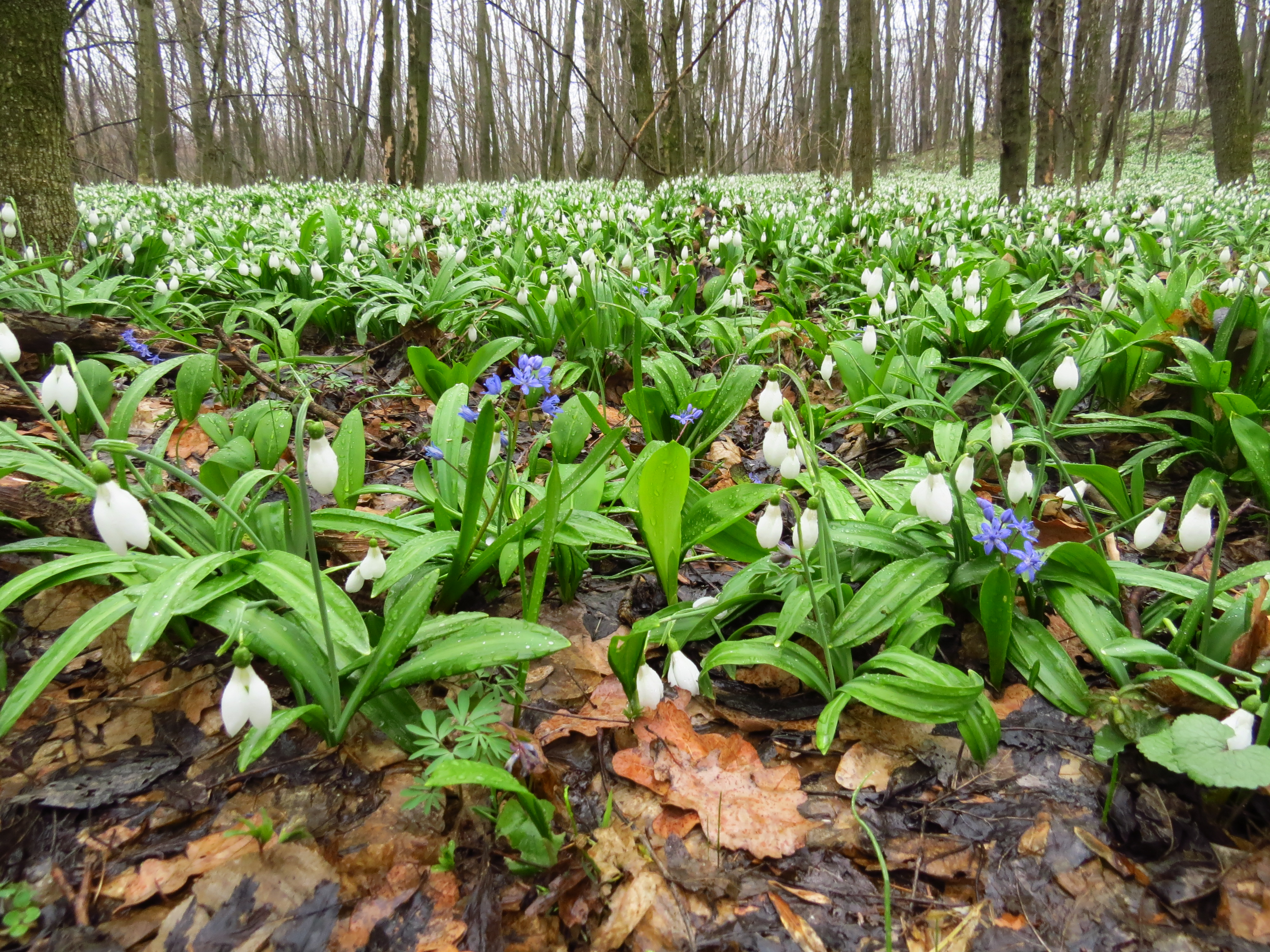
Am Naturstandort in der Ukraine. Im Vordergrund sind deutlich die längs gefalteten Blätter zu erkennen.

Das Clusius-Schneeglöckchen ist eine ausdauernde krautige Pflanze, die Wuchshöhen von meist 7 bis 15 (5 bis 18) Zentimeter erreicht. Dieser Geophyt bildet Zwiebeln als Überdauerungsorgan aus. Die Laubblätter messen zur Blütezeit (3,6) 4,5 bis 20 (25) × 0,6 bis 1,6 Zentimeter. Die Oberseite ist grün bis bläulichgrün gefärbt, die Unterseite weißlichblau. Längsstreifen können auf der Oberseite vorhanden sein oder fehlen. Die Blätter sind am Rand unter einem scharfen Winkel von 90 bis 180° zur Unterseite zurückgefaltet. Die Blüten duften.
Die inneren Blütenhüllblätter von Galanthus plicatus subsp. plicatus haben auf der Oberseite (innen) nur einen grünen Fleck am Ende, bei Galanthus plicatus subsp. byzantinus ist am Grund und am Ende je ein Fleck vorhanden.
Die Blütezeit reicht von Februar bis April.
Die Chromosomenzahl beträgt 2n = 24.

## Vorkommen

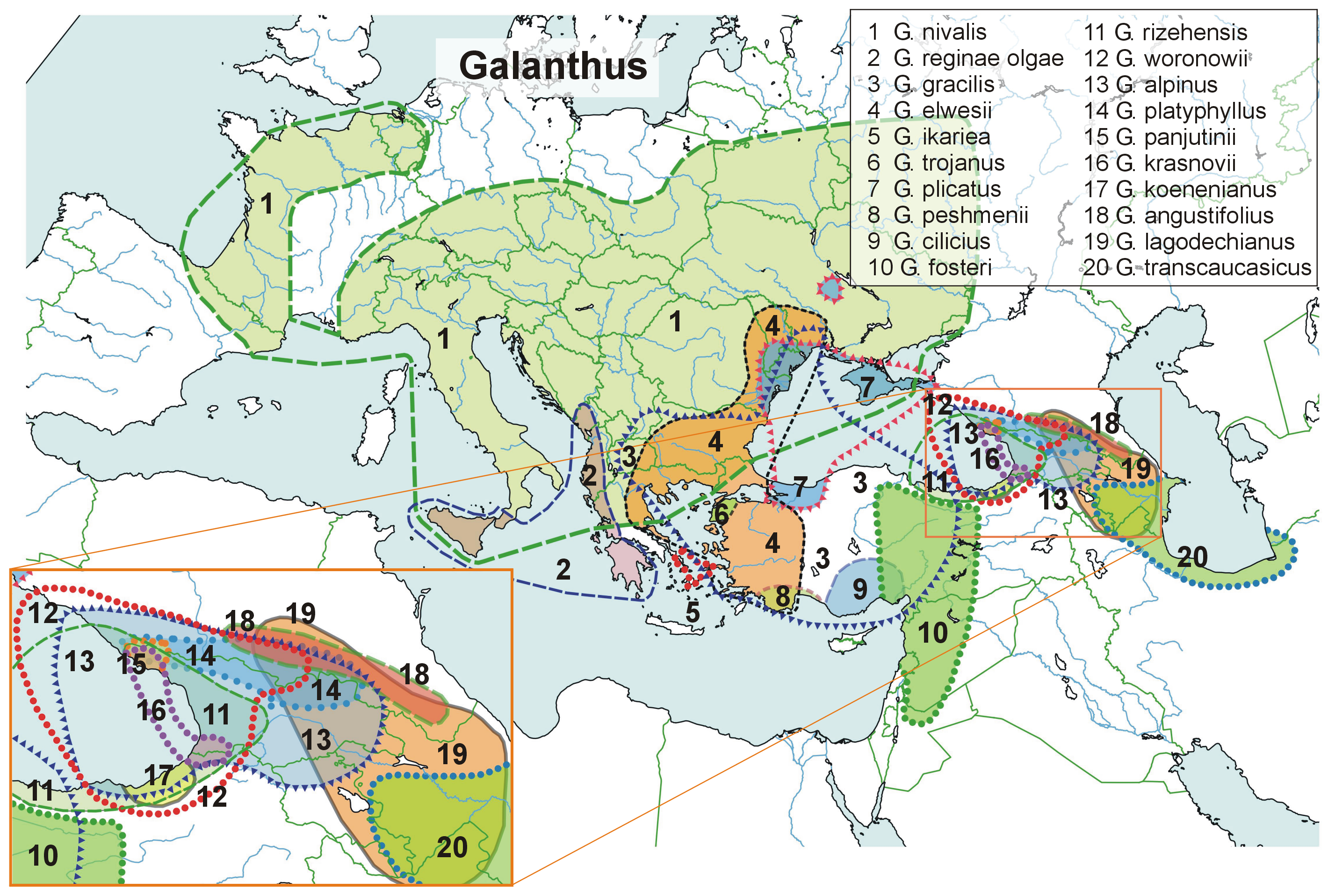
Verbreitungskarte von 19 Schneeglöckchenarten (Galanthus) in Europa und Vorderasien. (Versuch einer Darstellung gemäß der natürlichen Verbreitung (Quelle: Wikipedia Seiten en, de, ru, fr))

Galanthus plicatus subsp. plicatus kommt auf der Krim, in der Nordwest-Türkei und in Südost-Rumänien, der Ukraine in sommergrünen Laub- und Nadelwäldern auf kalkreichen und -armen Böden in Höhenlagen von (80) 1000 bis 1350 Meter vor.
Galanthus plicatus subsp. byzantinus ist im Nordwesten der Türkei in Buchen- und Eichenwäldern auf reichen Böden in Höhenlagen von 100 bis 300 Meter zu finden. Diese Unterart wächst oft an Bächen und ist in Deutschland lokal verwildert, durch entweichen aus Kultur oder durch Ansalbung.

## Nutzung
Das Clusius-Schneeglöckchen wird zerstreut als Zierpflanze für Rabatten, Steingärten, unter Gehölzen und in lockeren Rasen genutzt. Es gibt zahlreiche Sorten (Auswahl):
- 'Warham': Die Blätter sind breit, auf ihrer Oberseite befindet sich ein breiter blauer Streifen. Die Blüten sind sehr groß, die inneren Hüllblätter haben einen Fleck.
- 'Cordelia': Die Blüten sind gefüllt.
- 'Trym': die äußeren Hüllblätter gleichen den inneren.
- 'Wendy's Gold': Die Hüllblattflecken sind gelb.

## Synonyme
Synonyme für Galanthus plicatus subsp. plicatus sind Galanthus byzantinus subsp. brauneri Zeybek, Galanthus plicatus subsp. gueneri Zeybek und Galanthus byzantinus subsp. saueri Zeybek, sowie Galanthus plicatus var. viridifolius P.D. Sell; für Galanthus plicatus subsp. byzantinus (Baker) Gottl-Tann. ist es Galanthus byzantinus Baker.